# فلوريد الروبيديوم
 فلوريد الروبيديوم مركب كيميائي له الصيغة RbF ، ويكون على شكل بلورات بيضاء.

## الخواص
- لمركب فلوريد الروبيديوم بنية بلورية مكعبة مشابهة لبنية كلوريد الصوديوم.
- انحلالية المركب جيدة في الماء، وهي تبلغ 1306 غ/ل عند الدرجة 18°س.
- يغير مركب فلوريد الروبيديوم لون لهب مصباح بنزن إلى لون الأرجواني.
- يوجد صيغة مضاعفة من مركب فلوريد الروبيديوم إلى جانب الصيغة البسيطة، وهي كالتالي HRbF2 .[3]

## التحضير
يحضر فلوريد الروبيديوم من تفاعل هيدروكسيد الروبيديوم مع حمض هيدروفلوريك:
RbOH + HF → RbF + H2O
كما يمكن أن يحضر من التفاعل المباشر لعنصري الفلور والروبيديوم.

## السلامة
نظرا لخطورة وسمية أيونات الفلوريدات بتراكيز كبيرة، ونظرا لسهولة انحلالية فلوريد الروبيديوم، لذا يجب تجنب ابتلاعه وتماسه مع الجلد.